# Callaghanite
La callaghanite è un minerale.